# Hradište (powiat Poltár)
Hradište – wieś (obec) na Słowacji położona w kraju bańskobystrzyckim, w powiecie Poltár. Pierwsze wzmianki o miejscowości pochodzą z roku 1411.
Według danych z dnia 31 grudnia 2012, wieś zamieszkiwały 243 osoby, w tym 128 kobiet i 115 mężczyzn.
W 2001 roku rozkład populacji względem narodowości i przynależności etnicznej wyglądał następująco:
- Słowacy – 96,62%
- Czesi – 0,34%
- Romowie – 2,36%

Ze względu na wyznawaną religię struktura mieszkańców kształtowała się w 2001 roku następująco:
- Katolicy rzymscy – 39,53%
- Grekokatolicy – 0,34%
- Ewangelicy – 47,64%
- Ateiści – 11,15%
- Przedstawiciele innych wyznań – 0,34%
- Nie podano – 1,01%